# Hamilton College (CDP, New York)
Hamilton College est une census-designated place du comté d'Oneida, dans l'État de New York, aux États-Unis. En 2020, elle compte une population de 1 792 habitants.